# Assomada
Assomada (crioll capverdià Somada) és una localitat de l'illa de Santiago a l'arxipèlag de Cap Verd. És la seu del municipi de Santa Catarina. Assomada dista uns 36 km al nord de la ciutat de Praia, capital del país.
A la localitat d'Assomada viu el 28,5% de la població de Santa Catarina. Està subdividida en 22 barris i té una àrea urbana edificada i parcel·lada de prop de 213 hectàrees. Mantenint-se l'actual ritme de creixement, es preveu que en pocs anys la superfície urbana pugui arribar a les 550 hectàrees.
Assomada és un important centre comercial, on conflueix un ambient rural i urbà. El centre de la població té un important nombre d'edificis d'estil colonial portuguès, que testimonien el seu passat històric. Però a més, partint d'aquest nucli urbà, la ciutat ha tingut un creixement notable des de la independència de Cap Verd, en gran manera a causa de l'afluència de persones des de l'interior i des d'altres illes a la recerca de treball.
El mercat d'Assomada es considera com el major i més concorregut de l'illa de Santiago, com una enorme varietat de productes agrícoles i articles diversos. En l'aspecte cultural, és destacable el Museu de la Tabanka. Situat a l'edifici de l'antiga Repartição da Fazenda i dos Correios, considerat patrimoni històrico-cultural pel seu disseny arquitectònic, l'actual Centre Cultural d'Assomada es troba al centre de la ciutat. El Museu de la Tabanka organitza exposicions temporals i diversos espectacles, procurant promoure i dinamitzar la vida cultural del municipi de Santa Catarina i de l'interior de l'illa de Santiago. El museu té també un valuós conjunt de documentació gràfica i escrita sobre la tabanka, una original desfilada local en el qual són ridiculitzades les figures socials tradicionals.

## Demografia
Segons les dades de 2005, la localitat d'Assomada tenia 11.900 habitants .
| Población de la localidad d'Assomada (1990–2005) | Población de la localidad d'Assomada (1990–2005) | Población de la localidad d'Assomada (1990–2005) |
| ------------------------------------------------ | ------------------------------------------------ | ------------------------------------------------ |
| 1990                                             | 2000                                             | 2005                                             |
| 3.414                                            | 7.067                                            | 11.900                                           |